# Metropolia Port of Spain
Metropolia Port of Spain – metropolia obrządku łacińskiego w Kościele katolickim położona na granicy Ameryki Północnej i Ameryki Południowej.

## Dane ogólne[1]
- Powierzchnia: 384 787 km²
- Ludność: 3 038 500
  - Katolicy: 789 806
  - Udział procentowy: 26%
- Księża:
  - diecezjalni: 78
  - zakonni: 144
- Zakonnicy: 182
- Siostry zakonne: 257

## Geografia
Metropolia Port of Spain obejmuje swoim zasięgiem obszar południowych Karaibów i północno-wschodnią część Ameryki Południowej, w tym: Barbados, Arubę, Bonaire, Curaçao, Sabę, Sint Eustatius, Sint Maarten, Trynidad i Tobago, Gujanę i Surinam.

## Historia
- 30 kwietnia 1850 r.: założenie metropolii Port-of-Spain na mocy decyzji papieża Piusa IX[2].

## Skład metropolii
- Archidiecezja Port of Spain
- Diecezja Bridgetown
- Diecezja Georgetown
- Diecezja Paramaribo
- Diecezja Willemstad
- Diecezja Kingstown

## Metropolici
- 1850-1852: abp Richard Patrick Smith
- 1855-1859: abp Vincent Spaccapietra
- 1860-1862: abp Ferdinand English
- 1863-1889: abp Joachim-Hyacinthe Gonin, O.P.
- 1889-1907: abp Patrick Vincent Flood, O.P.
- 1909-1940: abp John Pius Dowling, O.P.
- 1940-1966: abp Patrick Finbar Ryan, O.P.
- 1967-2000: abp Gordon Anthony Pantin, C.S.Sp.
- 2001-2011: abp Edward Gilbert, C.SS.R.
- od 2011: abp Joseph Harris C.S.Sp.